# Príncipe Alfonso (1927)
El crucero Príncipe Alfonso, que también ostentó el nombre de Libertad durante la Segunda República Española, y que tras la misma, fue rebautizado como Galicia, convirtiéndose en el quinto buque en portar dicho nombre. Formaba parte de la clase Cervera, construidos gracias a la llamada Ley Cortina de 11 de enero de 1922.  Esta serie estaba formada por los cruceros Almirante Cervera, el Miguel de Cervantes y el propio Príncipe Alfonso. 

## Historia

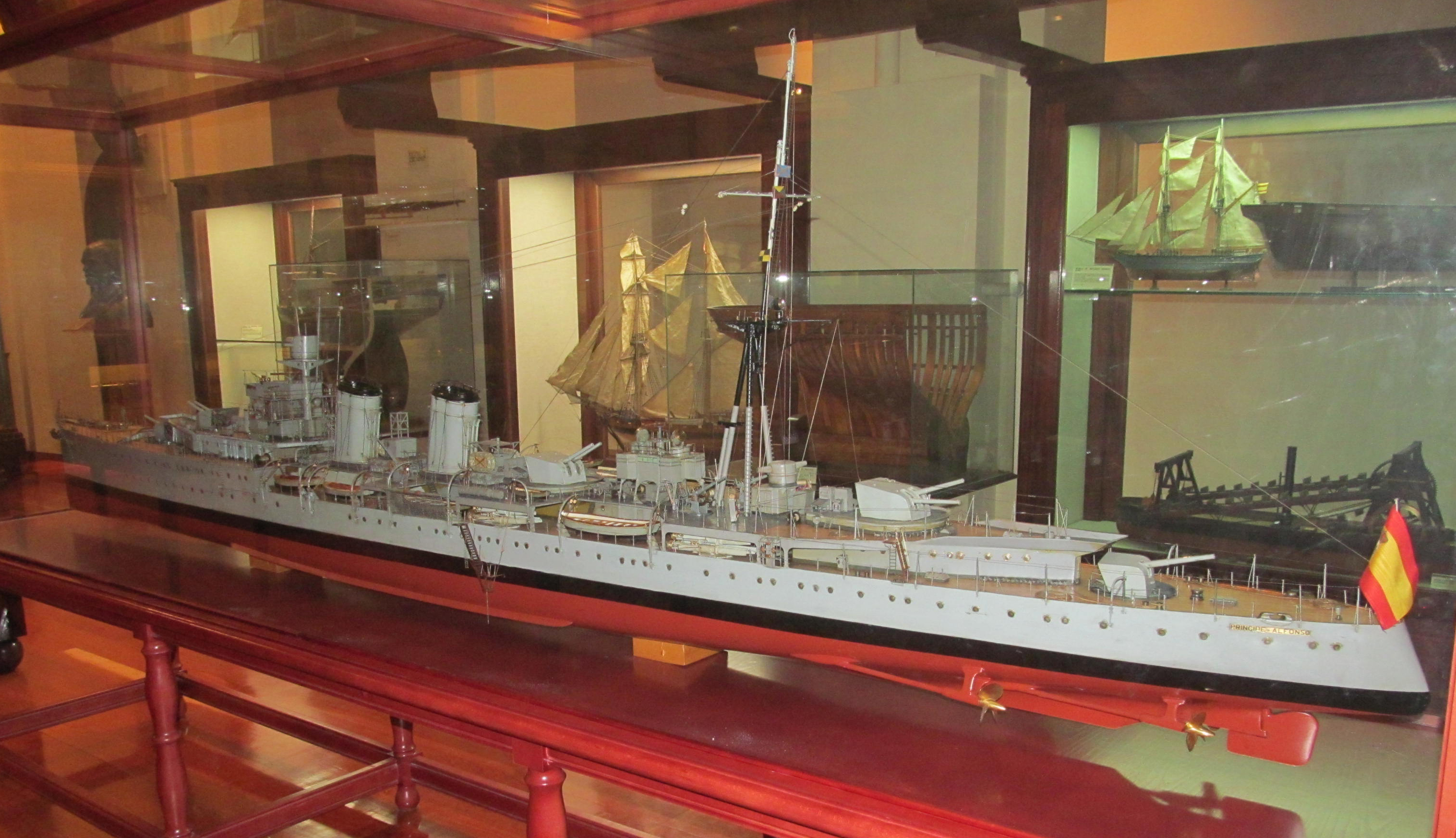
Maqueta del crucero Príncipe Alfonso en el Museo Naval de Madrid.

Las influencias británicas con los astilleros de Ferrol se manifestaban en el diseño de la clase de Cruceros clase Cervera a la que pertenecía esta unidad, basándose en la clase E de la Royal Navy. Siguiendo el diseño de Sir Phillip Watts el buque era muy similar en dimensiones al prototipo británico, pero diferente internamente y externamente en un gran número de detalles.

### Primera época
Su construcción fue autorizada por R.D. de 11 de julio de 1922, puesta su quilla en grada el 24 de noviembre y fue botado el 23 de enero de 1927 en los astilleros de la Sociedad Española de Construcción Naval, en Ferrol. Comenzó sus pruebas de mar en septiembre de 1927, tras las cuales fue dado de alta en la denominada por entonces Marina de Guerra española.
En noviembre de 1927, trasladó al rey desde Barcelona hasta Napóles, al objeto de asistir al enlace matrimonial de la princesa Ana de Francia con el Duque de Apulia, regresando a Cartagena vía Malta, Bizerta, Cerdeña y Mahón. En el verano de 1928, estando embarcado el Rey, estuvo presente con otros buques en la bahía de Santander en la recepción y llegada en visita de cortesía efectuada por la Escuadra del Atlántico francesa al mando del almirante Docteur.
En este buque realizó el rey Alfonso XIII en septiembre de 1928 una visita oficial a Suecia, con escala en Kiel, donde se entrevistó con el contraalmirante Woelping von Ditter, el jefe de la escuadra alemana, Vicealmirante Oldekop, y el de la base naval, vicealmirante Erich Raeder y el capitán de navío Wilhelm Canaris, y visitó el acorazado SMS Schleswig Holstein, zarpando más tarde hacia Estocolmo y Gotemburgo. Su regreso se realizó vía Skagen, Courtepin, Escocia, Plymouth, El Ferrol donde arribó el día 28 de septiembre. Desde este buque observó el rey Alfonso XIII las maniobras parciales de la escuadra que tuvieron lugar en Santander en agosto de 1929, y las grandes maniobras de otoño en aguas del Mediterráneo.
En el Príncipe Alfonso partió, la madrugada del 14 al 15 de abril, al exilio Alfonso XIII desde Cartagena con destino a Marsella tras proclamarse la Segunda República Española en abril de 1931, desviándose primero hasta Gibraltar donde se recogió al infante Juan de Borbón el 16 de abril. Retornó el crucero a Cartagena el 17 de abril.
El nombre de Príncipe Alfonso cambiaría con la llegada de la República por el de Libertad, y una de las primeras misiones con su nuevo nombre sería trasladar a Ceuta al general Sanjurjo el 24 de abril de 1931.
El Libertad, junto con sus gemelos Cervantes y Cervera, durante la Revolución de Asturias de 1934 trasladaron tropas desde los puertos de Ferrol y La Coruña hasta El Musel, participando sus compañías de desembarco. El Libertad, trasladó el día 6 de octubre al Regimiento de Infantería n.º 29 desembarcándolo el día 7 en Gijón, donde también disparó sobre el barrio de Cimadevilla. Al día siguiente volvió a bombardear de nuevo la misma zona y el cerro de Santa Catalina en compañía del Cervera y del Jaime I. El 10 de octubre el buque fondeó en El Musel.
Fue el buque insignia de la Marina de Guerra de la República Española y el más activo y eficaz de todos los buques de la misma durante el conflicto. Al inicio de la guerra, el Libertad se encontraba en Ferrol, y junto con el acorazado Jaime I y el crucero Miguel de Cervantes recibió órdenes de dirigirse a Cádiz bajo el mando de los sublevados. Los mandos, aunque eran favorables a los sublevados, estaban indecisos sobre la actitud a tomar. Durante la navegación, las tripulaciones se amotinaron tomando el control de las tres naves, capturando o ejecutando a los Jefes y Oficiales. Ya claramente del lado de la República y obedeciendo las órdenes del gobierno, la escuadra se concentró en la ciudad internacional de Tánger para tratar de bloquear el Estrecho.

### Acciones durante la Guerra civil
El Libertad y el Miguel de Cervantes zarparon de Ferrol el 17 de julio de 1936, recibiendo órdenes de dirigirse al Estrecho en la madrugada del 18.
El 20 de julio de 1936, el Libertad y varios destructores bombardearon Ceuta. Dos días después, el 22 de julio de 1936 junto con el Miguel de Cervantes bombardearon Algeciras y La Línea. Tras ser obligados por el Comité internacional a abandonar Tánger, que era ciudad internacional, Málaga se convirtió en la nueva base de la escuadra republicana, para así poder mantener el bloqueo del Estrecho. El 7 de agosto de 1936, el Libertad y el Jaime I bombardearon los puertos de Cádiz y Algeciras, hundiendo en este último al cañonero Dato. A finales del mes de agosto tomó parte en la fracasada acción de conquistar Mallorca. El día 3 de agosto todos los oficiales del barco fueron ejecutados por el comité del crucero para impedir que el buque se sumara a la rebelión. 
El 21 de septiembre de 1936, con el Jaime I, el Cervantes y cinco destructores, zarpan de Málaga y el 26 del mismo mes abandonaron la zona del estrecho de Gibraltar para acudir en ayuda de las fuerzas republicanas aisladas en el norte de España. Durante todo el mes de octubre, la escuadra republicana sólo se limita a realizar algunos bombardeos en el Cantábrico, hasta que recibió la orden de regresar al Mediterráneo. En el viaje de regreso, la escuadra republicana se cruza en la noche con los cruceros nacionales Canarias y Almirante Cervera sin llegar a avistarse.
El 23 de abril de 1937, el Libertad, el acorazado Jaime I, el crucero Méndez Nuñez y varios destructores bombardearon Málaga. El 20 de mayo de 1937, la escuadra republicana, comandada por el Libertad, mantuvo un primer y breve encuentro con el crucero Baleares, pero éste logra escabullirse en la niebla.
El 7 de septiembre de 1937, junto con el Méndez Nuñez y los destructores Lepanto, Almirante Valdés, Almirante Antequera, Almirante Miranda, Gravina, Escaño y Jorge Juan escoltaban un convoy cuando frente al cabo Cherchell (Argelia) se encontraron al Baleares y entablaron un duro combate con el mismo. Como consecuencia, el Libertad fue alcanzado por el Baleares, lo que le causó algunos daños, mientras que por su parte el Libertad alcanzó en dos ocasiones al Baleares, provocándole un incendio a bordo. Al retirarse la escuadra republicana hacia Cartagena, esta fue bombardeada por aviones nacionales e italianos, sin demasiadas consecuencias.
El 6 de marzo de 1938 la escuadra republicana, comandada por el Libertad y formada por el Méndez Nuñez y los destructores Sánchez Barcáiztegui, Almirante Antequera, Lepanto, Gravina y Lazaga, se enfrentó a la escuadra nacional en la batalla del Cabo de Palos, donde los disparos del Libertad y dos torpedos del destructor Lepanto alcanzaron al Baleares, provocando la voladura del pañol de municiones de proa y el puente. El Baleares se hundiría pocas horas después.
El 5 de marzo de 1939 tras la sublevación en la ciudad, partió de Cartagena junto con el grueso de la escuadra republicana con rumbo a Bizerta (Túnez), a donde llegó el 11 de marzo. Al día siguiente los tripulantes solicitaron el asilo político, y los buques quedaron internados bajo la custodia de unos pocos tripulantes españoles por buque. El resto de la dotación fue conducida a un campo de internamiento en la localidad de Meheri Zabbens.

### Tras la contienda civil
El 31 de marzo de 1939 llegó a Bizerta, a bordo de los transportes Mallorca y Marqués de Comillas, el personal que debería hacerse cargo de los buques internados.
A su vuelta a España, fue rebautizado con el nombre de Galicia, sufriendo una remodelación en los años 40, tras la cual volvió a ser entregado a la Armada el 13 de diciembre de 1944.
En 1946, acudió a Buenos Aires en representación de España a la toma de posesión del presidente Juan Domingo Perón.
Continuó en activo hasta enero de 1970, cuando fue dado de baja, y se comenzó el expediente para su posterior desguace.

### Buques de la clase
- Almirante Cervera
- Miguel de Cervantes

### Listas relacionadas
- Anexo:Lista de cruceros españoles